# Срезневский, Всеволод Измаилович
Всеволод Измаилович Срезневский (1867, Санкт-Петербург — 1936, Ленинград) — российский советский историк литературы, археограф, палеограф, библиограф, член-корреспондент по Отделению русского языка и словесности Петербургской академии наук (с 1906; затем РАН и АН СССР).

## Биография
Родился в семье ученого филолога-слависта, академика И. И. Срезневского, брат Б. И. Срезневского, В. И. Срезневского и О. И. Срезневской.
В 1886 году окончил Ларинскую гимназию, после чего обучался в Петербургском университете: сначала на факультете восточных языков, затем изучал право и 1890 году окончил юридический факультет с дипломом 1-й степени.
С 1891 года работал в Императорской публичной библиотеке. В 1893 перешёл на службу в Библиотеку академии наук: с 1901 года стал в ней хранителем отделения славянских рукописей и работал на этой должности до выхода на пенсию в 1931 году.

## Научная деятельность
С 1901 года по его инициативе начались археографические экспедиции по России для сбора у населения рукописей и старопечатных книг, которые существенно обогатили рукописные фонды БАН.
По его программам и при его руководстве осуществлялась подготовка к изданию описаний рукописных фондов БАН. Он является организатором археографических экспедиций, сам совершил неоднократные поездки в Архангельскую, Вологодскую, Пермскую и Олонецкую губернии.
Срезневский стал создателем при рукописном отделении Фонда запрещённых и нелегальных изданий.
Всеволод Срезневский — автор большого числа научных работ по истории русской литературы и памятников древностей (древнеславянских периода византийской хроники Симеона Метафраста, копии «Мусин-Пушкинский сборник 1414 г.» и др.), а также новой русской литературы.
Автор ряда крупных библиографических работ, некоторые из них стали первым полным описанием периодических изданий, выходивших в России, в том числе:
- Мусин-Пушкинский сборник 1414 г. в копии начала XIX века (1893);
- Список русских повременных изданий с 1703 по 1899 год, со сведениями об экземплярах, принадлежащих Библиотеке императорской Академии наук (1901);
- Список русских повременных изданий с 1703 по 1899 год, со сведениями об экземплярах, принадлежащих Библиотеке императорской Академии наук (1901);
- Обозрение трудов по славяноведению (совм. с А. А. Шахматовым и М. Фасмером);
- Издания церковной печати времени императрицы Елизаветы Петровны 1741—1761 гг  (совм. с А. Л. Бемом);
- Отчёт по Отделению русского языка и словесности императорской Академии наук о поездке в Олонецкую, Вологодскую и Пермскую губ. (июнь 1902) (1904);
- К истории издания «Известий» и «Ученых записок» Второго отделения Академии наук (1852—1863) (1905);
- Сведения о рукописях, печатных изданиях и других предметах, поступивших в рукописное отделение Библиотеки ИАН (1905);
- Описания рукописного отделения Библиотеки ИАН Т. 1. (1910, совм. с Ф. И. Покровским);
- Толстовский музей в Санкт-Петербурге (1912, совм. с В. Н. Тукалевским);
- Измаил Иванович Срезневский: Краткий биографический очерк (1913);
- Описание рукописей и книг, собранных для Академии наук в Олонецком крае (1913) и др.

Всеволод Срезневский — исследователь поэтического творчества филолога А. X. Востокова. Ему принадлежит значительная роль в библиографировании работ Л. Н. Толстого, подготовке и редактировании полного собрания сочинений классика русской литературы, публикации текстов ряда его произведений.
Автор статей для Энциклопедического словаря Брокгауза и Ефрона.
Уже будучи на пенсии занимался научной работой в качестве сотрудника Института языка и мышления по подготовке словарей древнерусского языка.